# Алексій (Кутєпов)
Митрополи́т Алексій (у світі Андрій Миколайович Кутєпов; 10 травня 1953, Москва) — єпископ Російської православної церкви, митрополит Тульський та Єфремівський, голова Тульської митрополії.

## Життєпис
Народився в родині робітника.
1970 — закінчив середню освіту і поступив на хімічний факультет Московського державного педагогічного університету.

### Церковне служіння
1972 — залишив інститут і вступив до Московської духовної семінарії.
15 лютого 1975 рукопокладений в диякона.
1975 — закінчив духовну семінарію і поступив до Московської духовної академії.
22 червня переведений до Іркутської та читинської єпархії, рукопокладений у пресвітера і призначений настоятелем Знаменського катедрального собору в Іркутську, секретарем єпископа Іркутського та Читинського благочинним храмів 1-го та 2-го Іркутських округів.
7 вересня того ж року у Троїце-Сергіївій лаврі пострижений в чернецтво з іменем нареченням Алексій на честь Олексій Бяконт.
8 вересня 1975 зведений в сан ігумена, 20 вересня — в сан архімандрита.
1979 — закінчив духовну академію і за представлений твір на катедрі патрології «Святобатьківське вчення про Божу Матір» наждано ступінь кандидата богослов'я.
1980 — призначений настоятелем Успенського катедрального собору у Володимирі, секретарем архієпископа Володимирського та Суздальського і благочинний храмів Володимирського та Муромського округів.
27 березня 1984 наказом патріарха Пімена призначений намісником Троїце-Сергієвої лаври.
20 жовтня 1988 — призначений головою фінансово-господарського управління Московської патріархії.

### Архірейство
30 листопада 1988 — призначений єпископом Зарайським, вікарієм Московської єпархії, звільнений з посади намісника Троїцько-Сергієвої лаври.
Того ж дня відбулося наречення архімандрита Олексія в єпископа Зарайського.
1 грудня 1988 — хіротонія в єпископа Зарайського, вікарія Московської єпархії.
30 грудня 1988 — зведений в сан архієпископа.
21 липня 1989 — обраний членом правління екологічного фонду СССР.

#### Алма-Атинська катедра
20 липня 1990 призначений архієпископом Алма-Атинським та Казахстанським.
29 січня 1991 через утворення двох нових єпархій на території Казахстана титул змінений на «Алма-Атинський та Семипалатенський».
У грудні 1994 спеціальним указом президента Назарбаєва отримав громадянство Казахстана.
6 червня 1995 — рішенням Священного синоду призначений головою створеної православної між єпархіальної комісії із правлячих архієреїв, що служать в Казахстані.

#### Тульська катедра
7 жовтня 2002 — призначений архієпископом Тульським та Бельовським..
26 грудня 2002 — призначений ректором Тульської духовної семінарії.
2008 — здійснив процес чистки кліру Тульської та Бельовської єпархії від священнослужителів, що скомпрометували себе.
20 квітня 2009 — Кирилом Гундяєвим зведений в сан митрополита.
27 липня 2011 — призначений настоятелем Тульського Богородицького Щегловського та Жабинського Введенського Макарієвського чоловічих монастирів.
27 грудня 2011 — через утворення Бельовської єпархії титул змінений на «Тульський та Єфремівський»; одночасно призначений головою Тульської митрополії.
4 квітня 2019 — звільнений з посади ректора Тульської духовної семінарії

## Нагороди
- Орден честі (8 березня 2015 года)[9]
- Орден святого князя Володимира трьох ступенів.
- Орден преподобного Сергія Радонезького II та III ступеня.
- Орден святого благовірного князя Данила Московського І та ІІ ступеня.[10]
- Орден святителя Інокентія митрополита Московського та Коломенського ІІ ступеня.
- Орден апостола Марка I ступеня (Олександрійська православна церква).
- Орден Гробу Господня I степеню (Єрусалимська православна церква).
- Орден святих рівноапостольних Кирила та Мефодія ІІ ступеня (Чехословацька православна церква).
- Орден преподобного Серафима Саровського ІІ ступеня (2008)[11]
- Орден Парасат (2002 год, Казахстан)[12]
- Лауреат Премії духовної угоди Президента Республіки Казахстан (1995).
- Медаль «Астана» (1998, Казахстан)
- Почесна медаль Совєтського Фонду мира (1977)